# Aprocius Petrus
Aprocius Megameno Petrus (Walvis Bay, 9 ottobre 1999) è un calciatore namibiano, difensore del Cape Town City e della nazionale namibiana.

## Carriera

### Nazionale
Nel 2024 è stato convocato per la Coppa d'Africa.

## Statistiche

### Cronologia presenze e reti in nazionale
| Cronologia completa delle presenze e delle reti in nazionale ― Namibia | Cronologia completa delle presenze e delle reti in nazionale ― Namibia | Cronologia completa delle presenze e delle reti in nazionale ― Namibia | Cronologia completa delle presenze e delle reti in nazionale ― Namibia | Cronologia completa delle presenze e delle reti in nazionale ― Namibia | Cronologia completa delle presenze e delle reti in nazionale ― Namibia | Cronologia completa delle presenze e delle reti in nazionale ― Namibia | Cronologia completa delle presenze e delle reti in nazionale ― Namibia |
| Data                                                                   | Città                                                                  | In casa                                                                | Risultato                                                              | Ospiti                                                                 | Competizione                                                           | Reti                                                                   | Note                                                                   |
| ---------------------------------------------------------------------- | ---------------------------------------------------------------------- | ---------------------------------------------------------------------- | ---------------------------------------------------------------------- | ---------------------------------------------------------------------- | ---------------------------------------------------------------------- | ---------------------------------------------------------------------- | ---------------------------------------------------------------------- |
| 24-3-2025                                                              | Johannesburg                                                           | Namibia                                                                | 1 – 1                                                                  | Guinea Equatoriale                                                     | Qual. Mondiali 2026                                                    | -                                                                      |                                                                        |
| Totale                                                                 |                                                                        | Presenze                                                               | 1                                                                      |                                                                        | Reti                                                                   | 0                                                                      |                                                                        |